# Bonte mees
De bonte mees (Sittiparus varius) is een zangvogel uit de familie Paridae (mezen). De wetenschappelijke naam van de soort werd voor het eerst geldig gepubliceerd door Coenraad Jacob Temminck en Hermann Schlegel in 1848.

## Verspreiding en ondersoorten
Deze vogel komt voor in het verre oosten van Azië en telt vijf ondersoorten:
- S.v. varius (Temminck & Schlegel, 1848): Japan, het Koreaans Schiereiland, de zuidelijke Koerilen en Mantsjoerije.
- S.v.  sunsunpi (Kuroda, 1919): Tanegashima en Yakushima..
- S.v. namiyei (Kuroda, 1918): noordelijke Izu-eilanden (Toshima, Niijima en Kozushima).
- S.v. amamii (Kuroda, 1922): noordelijke Riukiu-eilanden.
- S.v.  orii (Kuroda, 1923): Daito-eilanden (Kitadaito, Minamidaito en Daitojima). Is echter sinds 1938 niet meer waargenomen op Daitojima en wordt er als uitgestorven beschouwd.[1]

## Synoniemen
De volgende synoniemen voor Sittiparus varius worden zo nu en dan in gebruik genomen:
- Parus varius
- Poecile varius
- Cyanistes varius